# Mount Dzhalil’
Mount Dzhalil’ (russisch Гора Муса Җәлиля, transkribiert Gora Musa Dschalilja; norwegisch Dzhalil’knausen) ist ein 2510 m hoher Berg im ostantarktischen Königin-Maud-Land. In der Payergruppe der Hoelfjella ragt er in der Gruppe Linnormen auf.
Norwegische Kartografen kartierten ihn anhand von Luftaufnahmen und Vermessungen der Dritten Norwegischen Antarktisexpedition (1956–1960). Sowjetische Wissenschaftler nahmen bei einer von 1960 bis 1961 dauernden Forschungsreise eine neuerliche Kartierung vor und benannten ihn nach dem sowjetischen Dichter Musa Cälil (1906–1944). Die russische Benennung übersetzte das Advisory Committee on Antarctic Names 1970 ins Englische.